# Parodia buiningii
Parodia buiningii (Buxbaum) N.P.Taylor es una especie de planta fanerógama de la familia Cactaceae. 

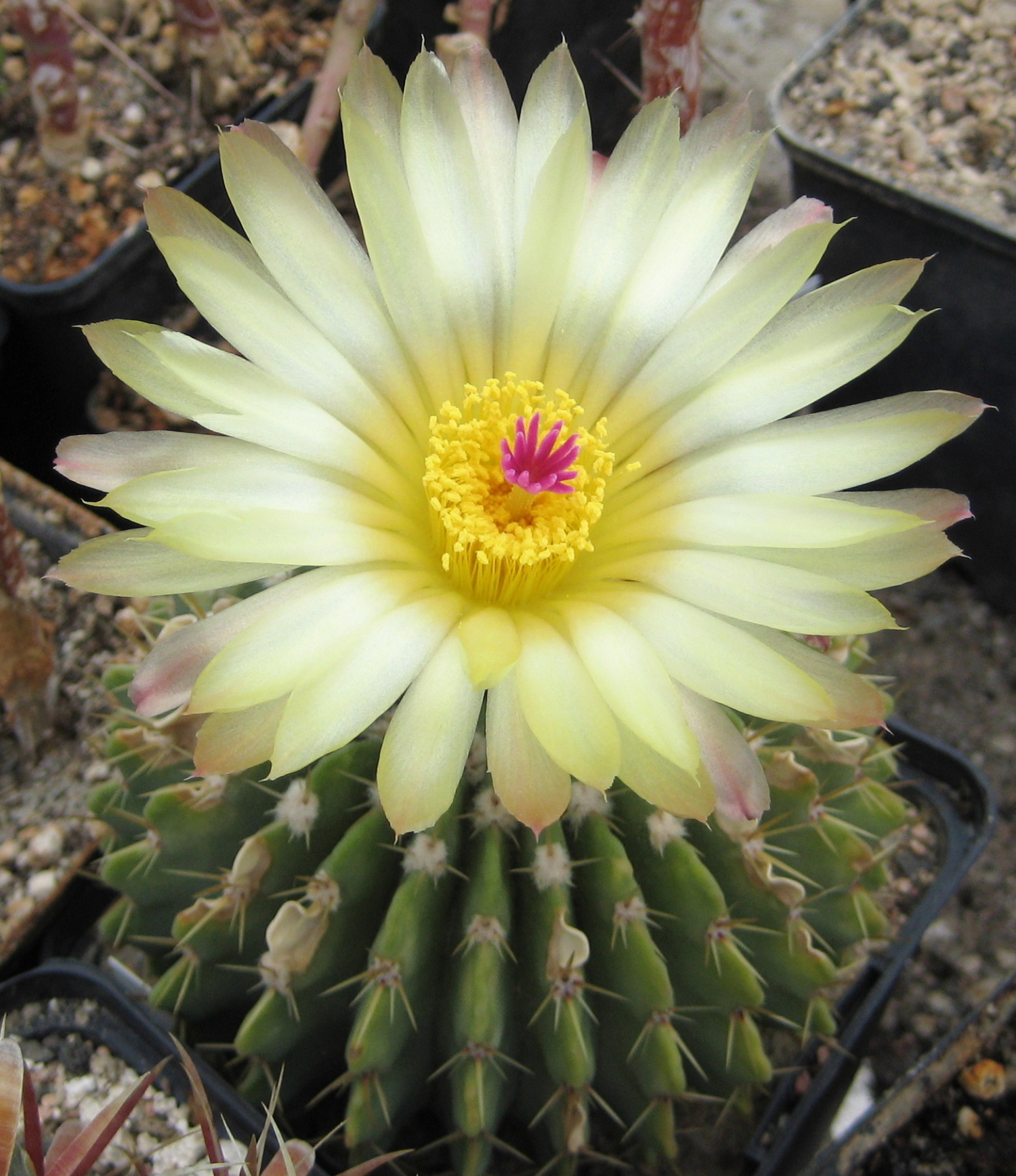
Detalle de la flor

## Descripción
Es una planta perenne que crece solitaria. Con brotes esféricos que alcanzan una altura de hasta 8 centímetros de diámetro y 12 centímetros de ancho. Tiene aproximadamente 16 costillas delgadas que miden hasta 2 cm. Las areolas se hunden bajo las jorobas. Los cuatro antiguos espinas amarillas transversales tienen una base más oscura y una longitud de 2 a 3 cm. Las flores son amarillas y alcanzan un diámetro de 8 cm y una longitud de hasta 7 cm. Los frutos son peludos y miden hasta 3 cm  de largo con semillas de color negro mate  que son tuberculadas.

## Distribución
Es endémica de Rio Grande do Sul en Brasil y Uruguay. Es una especie común que se ha extendido por todo el mundo.

## Taxonomía
Parodia buiningii fue descrita por (Buxb.) N.P.Taylor  y publicado en Bradleya; Yearbook of the British Cactus and Succulent Society 5: 93. 1987.
Etimología
Parodia: nombre genérico otorgado en honor del botánico italiano Domingo Parodi (1823–1890).
buiningii: epíteto otorgado en honor del botánico holandés amante de los cactus Albert Frederik Hendrik Buining.
Sinonimia
- Notocactus buiningii[6]